# Lauro Müller Futebol Clube
El Lauro Muller Futebol Clube fue un equipo de fútbol de Brasil que jugó en el Campeonato Catarinense, la primera división del estado de Santa Catarina.

## Historia
Fue fundado el 24 de marzo de 1929 en el municipio de Itajaí en el estado de Santa Catarina como un equipo empresa patrocinado por la Compañía Nacional de Minería de Carvao. Su nombre es por Lauro Severiano Müller, exgobernador del municipio.
En 1931 consigue ganar su primer y único título estatal luego de que el Clube Atlético Catarinense decidiera no presentarse al partido de vuelta, por lo que fue descalificado.
El club siguió participando en el Campeonato Catarinense hasta que en 1949 se fusiona con el Clube Náutico Almirante Barroso, desapareciendo en 1951. En 1953 el club fue refundado, gana el título municipal en 1956 para clasificar nuevamente al Campeonato Catarinense en ese año, la que terminó siendo su última participación en competiciones estatales hasta que desaparece definitivamente en 1960.
El club se ubica entre los mejores 25 equipos de la clasificación histórica del Campeonato Catarinense desde su fundación.

## Palmarés
- Campeonato Catarinense: 1

1931
- Campeonato de Itajaí: 1

1956

## Galería

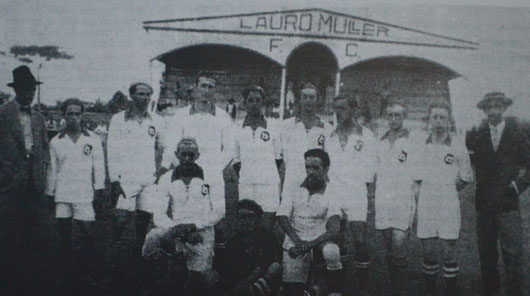
Equipo Campeón Estatal 1931
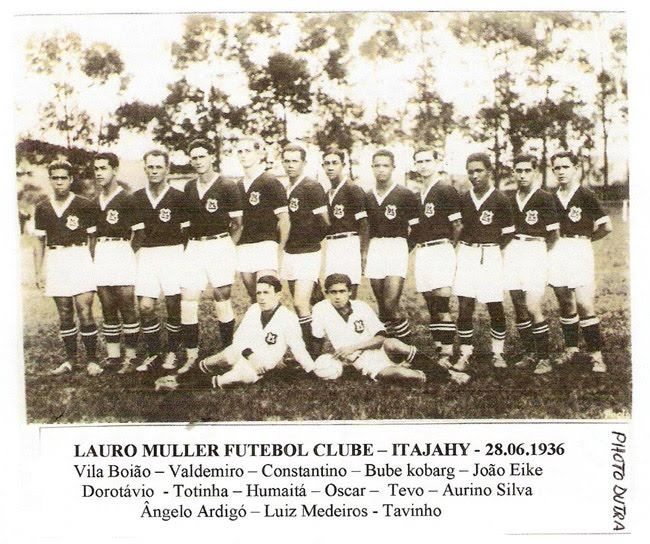
Equipo de 1936